# Вечни заборав
Аргумент вечног заборава или једноставно вечни заборав (енгл. oblivion, преко старофрац. и лат. oblīviō) веровање је да сопство престаје постојати након смрти насупрот веровању да постоји загробни живот као што су реинкарнација, рај, чистилиште, пакао или било које друго стање егзистенције или свести након смрти.

## Неуропсихологија
Према неуропсихологији, ум или психа, једнако као и свест и личност, производ су функционалног дела мозга. Током мождане смрти, све мождане смрти се трајно прекидају. Импликација је да ум не успева преживети мождану смрт и престаје постојати. Поричући егзистенцију некакве духовне или нематеријалне компоненте (попут душе) која преживљава смрт, неки људи верују да је загробни живот или свест након смрти научно или филозофски немогућ. Припадници религија сматрају супротно и верују у вечни живот.